# Toremyia scatophagoides
Toremyia scatophagoides är en tvåvingeart som först beskrevs av Walker 1854.  Toremyia scatophagoides ingår i släktet Toremyia och familjen rovflugor. Inga underarter finns listade i Catalogue of Life.